# Thoracochaeta lanx
Thoracochaeta lanx is een vliegensoort uit de familie van de mestvliegen (Sphaeroceridae). De wetenschappelijke naam van de soort is voor het eerst geldig gepubliceerd in 2000 door Rohacek & Marshall.